# 鄭阿兒思蘭
郑阿儿思兰（13世纪？—1310年），汉名郑均，元朝地方官员，泽州阳城人。郑鼎的孙子、鄭制宜的儿子。
大德十年（1306年）其父死后，他嗣任武卫亲军都指挥使。至大三年（1310年），尚书省诬告奏称阿儿思兰与兄长郑茔祖及段叔仁等图谋不轨，元武宗下诛杀阿儿思兰等十七人，籍没其家。次年，元仁宗即位，昭雪其冤，给还家产，追谥敬敏。